# هارون واتسون
هارون واتسون (بالإنجليزية: Aaron Watson)‏ هو مغن مؤلف ومغني أمريكي، ولد في 20 أغسطس 1977 في أماريلو في الولايات المتحدة.

## وصلات خارجية
- هارون واتسون على موقع ميوزك برينز (الإنجليزية)
- هارون واتسون على موقع أول ميوزيك (الإنجليزية)